# Brotterode
Cet article court présente un sujet plus développé dans : Brotterode-Trusetal.
Brotterode est une ancienne ville du Land de Thuringe en Allemagne. Depuis 2011, la ville a fusionné avec Trusetal pour devenir Brotterode-Trusetal.